# Tuberculine

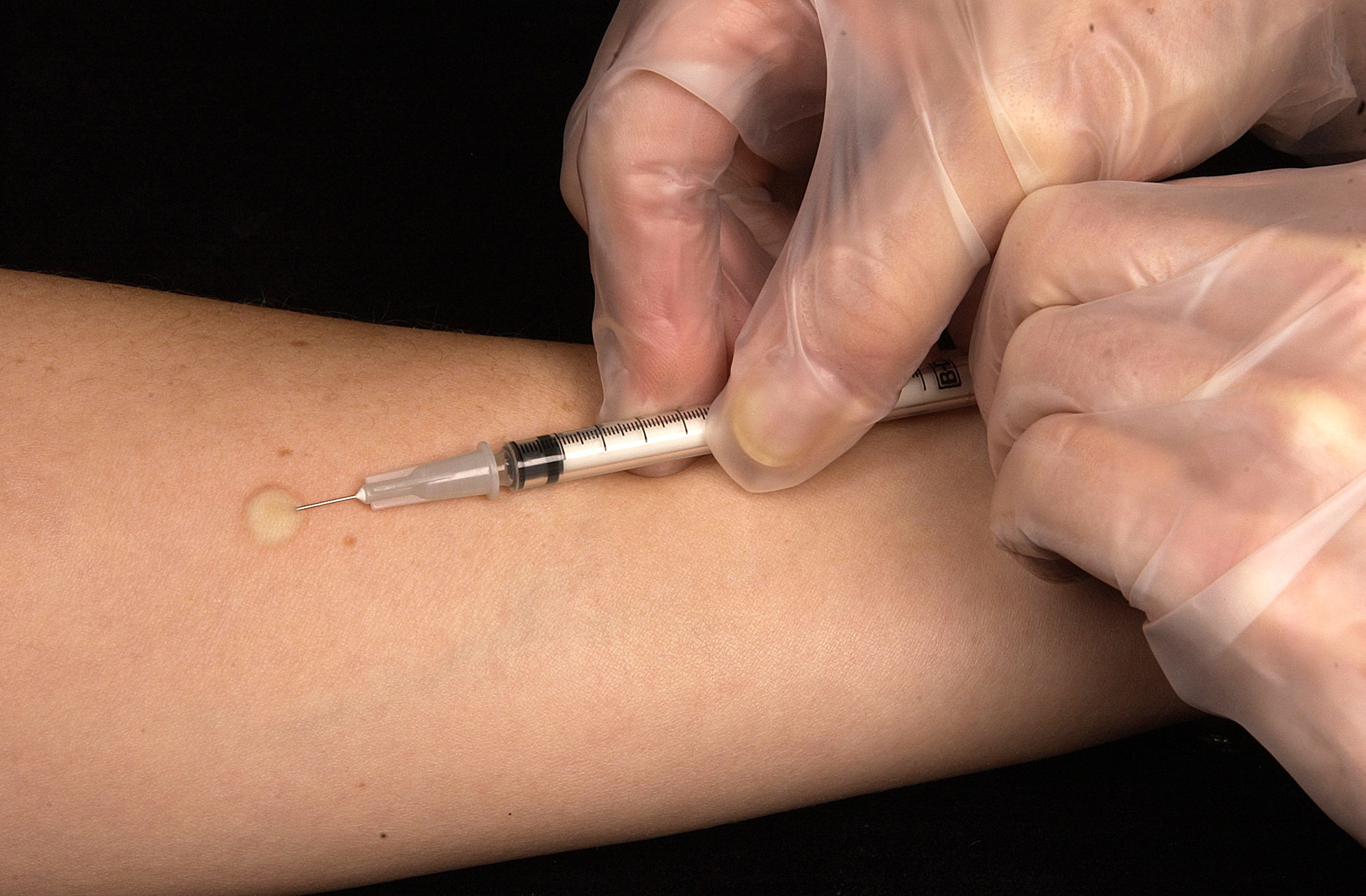
Le test cutané à la tuberculine Mantoux est utilisé pour évaluer les personnes infectées par la tuberculose latente (TB)

La tuberculine est un extrait à la glycérine du bacille tuberculeux. Le dérivé protéique purifié (PPD) de tuberculine est un précipité de molécules non spécifiques à l'espèce, obtenu à partir de filtrats de cultures concentrées stérilisées.

## Usage
La tuberculine a d'abord été présentée comme un remède à la tuberculose avant d'être employée dans son diagnostic.

## Histoire
En août 1890, Robert Koch qui a découvert le bacille tuberculeux en 1882, annonce qu'il a trouvé un traitement contre la tuberculose. La nouvelle fait sensation. Le remède, qui se fait connaître sous l’appellation de « remède de Koch » ou « Lymphe de Koch » avant de s'appeler « tuberculine », terme proposé par le polonais Odo Bujwid, est disponible en octobre. L'enthousiasme est de courte durée : les réticences de Koch à transmettre des informations sur la nature exacte de la substance, autant sinon plus que les effets discutés de celle-ci accélèrent cette désillusion. En effet, les rémissions ne durent pas et le traitement est parfois suivi du décès du patient.
De fait, Robert Koch ne donne des informations que pressé par la nécessité. Son comportement a même pu évoquer chez certains historiens le soupçon de fraude. Sa première publication sur le sujet est obscure, sinon même spécieuse, qui ne dit rien de la nature du remède. Koch ne commence à apporter quelques rares précisions qu'en octobre, quand la tuberculine est mise sur le marché. Lorsque commencent à se faire jour des questions à propos de l'efficacité du traitement Koch, pressé notamment par les autorités, doit donner plus d'informations à la fin de l'année 1891. Jusqu'alors, les médecins n'utilisent la tuberculine que sur la seule foi du savant mondialement réputé qu'est alors Robert Koch. La publication de la nature de la tuberculine, les rumeurs concernant les espoirs financiers placés par Koch dans son développement, les échecs constatés — plusieurs patients décèdent — et l'incapacité de Koch à montrer les cobayes qu'il aurait guéris par son remède, entraînent un déclin rapide de la popularité de la tuberculine au début de l'année 1891.
Seules deux personnes, Koch et sa jeune maîtresse, ont été soumises à essai avant la commercialisation ; par ailleurs aucun des collaborateurs de Koch à l'Institut d'hygiène n'a été associé à ces recherches que Koch n'a conduites qu'avec l'aide de chercheurs mineurs, Pfuhl, son gendre et Libbertz, un de ses amis d'enfance. Fin 1891, Paul Baumgarten publie un article dévastateur. La cause du fourvoiement de Koch est à chercher dans les conceptions qu'il a de la maladie. Koch explique l'efficacité supposée de son remède par l'effet de celui-ci non pas sur le bacille même, mais sur les tissus dont il se nourrirait et que le remède réduirait. La tuberculine agirait ainsi comme une armée en retraite pratiquant la politique de la terre brûlée.
En plus d'une valeur thérapeutique, la tuberculine présente pour Koch une valeur diagnostique, les patients affectés de tuberculose réagissant à l'administration de tuberculine par des symptômes généraux — fièvre, tremblements douleurs des membres — mais aussi locaux. Ce « test » est très différent de celui que développera Clemens von Pirquet à partir de 1907 : ce dernier test, test Mantoux, fondé sur la compréhension d'une réaction retardée à la tuberculine, exige de faire la distinction entre l'infection elle-même et la maladie, ce que n'a pas fait Koch pour qui la présence d'un seul germe déclenche automatiquement la maladie (Koch n'a jamais cherché à savoir si des personnes saines pouvaient être porteuses du bacille). Les contemporains de Koch se montreront favorables à cet usage diagnostique.
Malgré ce premier échec, Koch proposera une deuxième version de la tuberculine en 1897, qu'il défendra jusqu'en 1901. Cependant, cette version sera aussi erronée.